# Osservatorio di Llano de Chajnantor
L'osservatorio di Cerro Llano de Chajnantor è un osservatorio astronomico situato sulla montagna Cerro Chajnantor (2715 m) a circa 50 km di distanza da San Pedro de Atacama. In quest'osservatorio sono situati diversi progetti, tra i quali l'Atacama Large Millimeter Array, il più grande progetto radioastronomico del mondo. Si trovano anche l'Atacama Cosmology Telescope (più precisamente sul Cerro Toco), il Polarbear e, più in basso, è in costruzione il Cerro Chajnantor Atacama Telescope, con uno specchio primario di 25 m.